# Pine Valley Golf Club

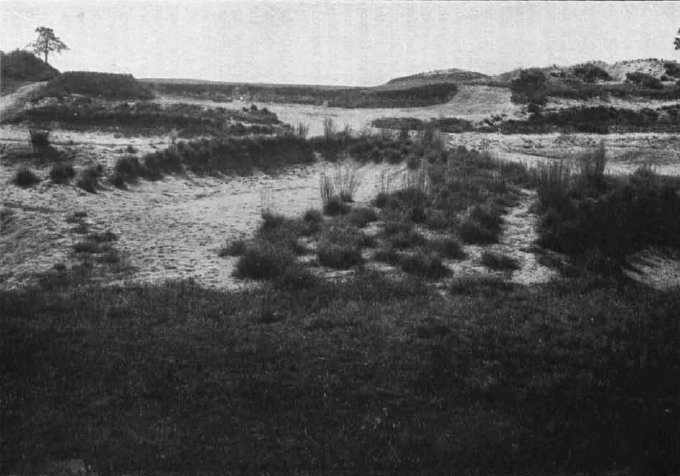
De green van hole 2 in 1921

De Pine Valley Golf Club is een zeer besloten golfclub in Pine Valley in het zuiden van New Jersey.

## Geschiedenis
De club werd in 1913 opgericht door een groep amateurs uit Philadelphia. Ze kochten wat grond en lieten een ontwerp maken door hoteleigenaar George Arthur Grump, die het gebied als jager goed kende. Hij deed erg zijn best er iets bijzonders van te maken: er mochten geen twee holes achter elkaar in dezelfde richting gaan, holes mochten niet parallel lopen en spelers mochten alleen hun eigen hole kunnen zien. Hij verkocht zijn hotel om al zijn aandacht aan dit nieuwe project te kunnen geven. Ook won hij advies in van beroemde baanarchitecten zoals Walter Travis en Harry Colt, die hem hielp met de routing en vooral met hole 5, een lange par 3 die van de laaggelegen vierde hole naar de hooggelegen zesde hole gaat. In 1914 waren elf holes bespeelbaar, maar het gras stierf herhaaldelijk af door de zure grond. Toen Crump in 1918 overleed, mogelijk door zelfmoord, waren de holes 12, 13, 14 en 15 nog niet klaar. Deze werden door Hugh Wilson afgemaakt.
Diverse golfbaanarchitecten hebben in de loop der tijden veranderingen aangebracht, ook omdat de club veel grond bijkocht. Er is een korte 9 holesbaan bijgekomen.
Om Crump te eren, werd in 1922 de eerste editie van de Crump Cup gespeeld.
Vrouwen waren uitgesloten van lidmaatschap van de besloten golfclub, tot een statutenwijziging in 2021.